# Deltochilum inaequale
Deltochilum inaequale là một loài bọ cánh cứng trong họ Bọ hung (Scarabaeidae).